# Pamětní medaile 25. výročí stažení vojsk z Afghánistánu
Pamětní medaile 25. výročí stažení vojsk z Afghánistánu (ukrajinsky пам'ятна медаль «25 років виведення військ з Афганістану») je vyznamenání prezidenta Ukrajiny založené roku 2014 na paměť 25. výročí stažení sovětských vojsk z Afghánistánu. Udílena byla účastníkům bojových akcí proti nepříteli na území Afghánistánu v rozhodném období od roku 1979 do roku 1989. 

## Historie
Medaile byla založena dekretem prezidenta Ukrajiny Viktora Janukovyče č. 79/2014 ze dne 14. února 2014. Podle stejného dekretu bylo rozhodnuto o udělení tohoto vyznamenání vojákům, kteří během sovětské války v Afghánistánu sloužili na afghánském území v rozhodném období 1979 až 1989. Medaile byla založena v době příměří během politické krize na Ukrajině, která probíhala v letech 2013 až 2014. Brzy poté byl Janukovyč zbaven moci. Později v roce 2014 Ministerstvo sociálních věcí Ukrajiny navrhlo, aby byl dekret prezidenta Ukrajiny č. 79/2014 zrušen. Předseda Ukrajinského svazu afghánských veteránů požádal prezidenta Petra Porošenka, aby podnikl kroky zajišťující udělení této medaile.
Dne 20. října 2014 na setkání na Ministerstvu sociálních věcí se zástupci veřejných sdružení ukrajinských veteránů bylo rozhodnuto o přijetí dalších opatření za účelem zajištění výroby medailí a jejich udělení veteránům afghánské války.
Dne 18. listopadu 2014 prezident Ukrajiny Petro Porošenko během setkání se zástupci sdružení veteránů vyznamenal 38 ukrajinských veteránů z Afghánistánu Pamětní medailí 25. výročí stažení vojsk z Afghánistánu za jejich významný osobní přínos k rozvoji veteránského hnutí, vlasteneckého vzdělávání mládeže a u příležitosti oslav na Ukrajině. Zároveň Porošenko vydal dekret prezidenta Ukrajiny č. 765/2014 ze dne 10. října 2014, ve kterém byla opětovně schváleno nařízení o vyznamenání doplněné o nákres vzhledu medaile a vzoru osvědčení o udělení tohoto vyznamenání.

## Pravidla udílení

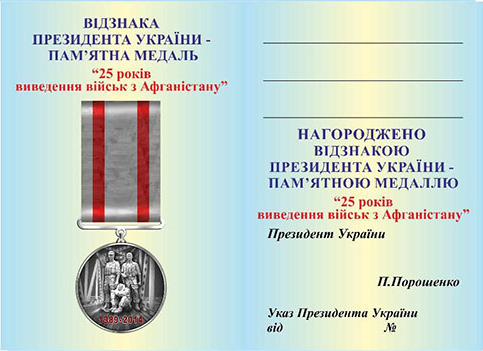
Osvědčení o udělení vyznamenání

Insignie prezidenta Ukrajiny – Pamětní medaile 25. výročí stažení vojsk z Afghánistánu byla udělena veteránům sovětské války v Afghánistánu, kteří v rozhodném období v letech 1979 až 1989 sloužili na afghánském území. Udělena byla i válečným invalidům z tohoto konfliktu.
Medaile jsou předávány oceněným ve slavnostní atmosféře prezidentem Ukrajiny nebo pověřenou osobou, která je předává prezidentovým jménem. Vyznamenané osobě je kromě medaile předáno i osvědčení o udělení tohoto ocenění.
Medaile se udílí na základě Seznamu osob nominovaných na udělení pamětní medaile, který byl sepsán a schválen příslušnými ústředními výkonnými orgány, Radou ministrů Autonomní republiky Krym, regionů, či kyjevské a sevastopolské městské správy. Důvodem pro zařazení do seznamu jsou dokumenty potvrzující v souladu s právními předpisy Ukrajiny, že se daná osoba účastnila akcí proti nepříteli na území Afghánistánu v letech 1979 až 1989.

## Popis medaile
Medaile pravidelného kulatého tvaru o průměru 32 mm je vyrobena ze stříbra. Na přední straně jsou uprostřed postavy tří vojáků na stylizovaném mostě přátelství. Tento most klenoucí se nad řekou Amudarjou spojuje město Hairatan v severním Afghánistánu s městem Termiz v Uzbekistánu. Ve spodní části medaile jsou dva letopočty 1989–2014 pokryté červeným smaltem. Na zadní straně je nápis na třech řádcích 25 РОКІВ ВИВЕДЕННЯ ВІЙСЬК З АФГАНІСТАНУ.
Stuha z hedvábného moaré je široká 28 mm a vysoká 42 mm a pokrývá obdélnou kovovou destičku. K medaili je připojena pomocí jednoduchého kroužku. Stuha je šedá se dvěma červenými proužky širokými 4 mm umístěnými 4 mm od okrajů stuhy.